# Masbaraud-Mérignat
Masbaraud-Mérignat è un comune francese di 381 abitanti situato nel dipartimento della Creuse nella regione della Nuova Aquitania.

## Società

### Evoluzione demografica
Abitanti censiti